# 六戸町総合運動公園野球場
六戸町総合運動公園野球場（ろくのへまちそうごううんどうこうえんやきゅうじょう）は青森県上北郡六戸町の六戸町総合運動公園内にある野球場。愛称はメイプルスタジアム（町の木であるカエデに由来されている）。

## 歴史
1999年4月に六戸町総合運動公園の開園とともに開業。2008年からは老朽化が著しい青森県営野球場に代わり、はるか夢球場、青森市営野球場（合浦公園スタジアム）、長根野球場とともに全国高等学校野球選手権青森大会､上北地方中学校体育大会夏季大会野球競技の会場として使用されている。

## 施設概要
- 両翼：97.5m 中堅122m
- 内野：クレー舗装、外野：天然芝
- 収容人員：5,000人
- 照明：6基
- スコアボード：電光掲示板

## プロ野球開催実績
ファーム
- 2000年7月29日  イ・西武 5-7 巨人 勝 入来祐作 敗 後藤光貴 本 宮崎,山田(G),ポール(L)
- 2008年7月26日 イ・楽天 14-4 日本ハム 観衆861人

## 交通
- 六戸町民バス「小松ケ丘線」「高森・根古橋線」で「総合運動公園」下車